# بني صالح الجلاحيف (حرض)

تعديل مصدري - تعديل

بني صالح الجلاحيف هي إحدى قرى عزلة العتنة بمديرية حرض التابعة لمحافظة حجة، بلغ تعداد سكانها 266 نسمة حسب تعداد اليمن لعام 2004.